# Lijst van olympische records boogschieten
Deze pagina bevat de lijst van de olympische records in het boogschieten.

## Mannen
| Discipline                       | Jaar - Locatie | Schutter | Schutter                                    | Score |
| -------------------------------- | -------------- | -------- | ------------------------------------------- | ----- |
| Individueel, 12 pijlen           | 2008 - Peking  | KOR      | Lee Chang-Hwan                              | 117   |
| Individueel, 72 pijlen, 70 meter | 1996 - Atlanta | ITA      | Michele Frangilli                           | 684   |
| Team, 24 pijlen                  | 2008 - Peking  | KOR      | Park Kyung-Mo, Lee Chang-Hwan, Im Dong-Hyun | 227   |
| Team, 3x72 pijlen, 70 meter      | 1996 - Atlanta | KOR      | Jang Yong-Ho, Kim Bo-Ram, Oh Kyo-Moon       | 2031  |

## Vrouwen
| Discipline                       | Jaar - Locatie | Schutter | Schutter                                | Score |
| -------------------------------- | -------------- | -------- | --------------------------------------- | ----- |
| Individueel, 12 pijlen, 70 meter | 2008- Peking   | KOR      | Park Sung-Hyun                          | 116   |
| Individueel, 72 pijlen, 70 meter | 1996 - Atlanta | UKR      | Lina Herasymenko                        | 673   |
| Team, 3x72 pijlen, 70 meter      | 2000 - Sydney  | KOR      | Kim Soo-Nyung, Kim Nam-Soon, Yun Mi-Jin | 1994  |